# Thomas Steu
Thomas Steu, né le 9 février 1994 à Bludenz, est un lugeur autrichien en activité.

## Palmarès

### Jeux olympiques
- médaille de bronze en double en 2022.
- médaille d'argent par équipe en 2022.

### Championnats du monde
- médaille d'or par équipe en 2021.
- médaille d'or en double mixte en 2025.
- médaille d'argent par équipe en 2019 et 2025.
- médaille d'argent en double en 2024.
- médaille d'argent en sprint en 2024.
- médaille de bronze en double en 2019.
- médaille de bronze en sprint double en 2019.

### Coupe du monde
- 2 gros globe de cristal en individuel : 2021 et 2024.
- 3 petits globe de cristal en individuel : 
  - Vainqueur du classement sprint en 2021.
  - Vainqueur du classement classique en 2021 et 2024.
- 39 podiums en double : 
  - en simple : 12 victoires, 7 deuxièmes places et 13 troisièmes places.
  - en sprint : 2 victoires, 4 deuxièmes places et 1 troisième place.
- 2 podiums en double mixte : 2 deuxièmes places.
- 15 podiums en relais : 4 victoires, 6 deuxièmes places et 5 troisièmes places.

### Championnats d'Europe de luge
- Médaille d'or en double en 2024.
- Médaille d'or en relais en 2024.

### Jeux olympiques de la jeunesse
- Médaille de bronze en relais par équipes mixte en 2012.